# Cervantes (udde)
Cervantes är en udde i Antarktis. Den ligger i Västantarktis. Argentina, Chile och Storbritannien gör anspråk på området.
Terrängen inåt land är bergig åt nordväst, men åt nordost är den kuperad. Havet är nära Cervantes åt sydost. Trakten är obefolkad. Det finns inga samhällen i närheten. 